# Dadawa
Dadawa, nome artístico de Zhu Zheqin (朱哲琴) (Guangzhou, 15 de julho de 1968), é uma musicista, artista sonora e produtora independente chinesa. É conhecida informalmente como "Enya da China", já que sua música pode ser enquadrada no gênero New Age.
Ela também atua como Embaixadora da Boa Vontade do Programa das Nações Unidas para o Desenvolvimento. com foco principal na preservação da música e arte étnica. Dadawa fundou o SOUND LAB na Universidade Tongji de Xangai, Instituto de Arquitetura e Design, onde é professora adjunta.
Nos últimos 20 anos, tendo a música como ponto de partida, Dadawa é conhecida por sua exploração artística cruzada. Ela foi a primeira musicista chinesa a lançar sua música globalmente, começando com o álbum “Sister Drum”, distribuído pela Warner Bros em 1995. Em mais de 60 países, o volume de vendas do álbum ultrapassou 2 milhões de cópias, tornando o álbum "Sister Drum" e a música homônima um marco na história da música chinesa.
Como pioneira da vanguarda da música chinesa contemporânea, seus trabalhos entraram nos campos do som e do design, arte visual, pública, comunitária e performática.
Nos últimos anos, Dadawa procurou reunir artesanato tradicional e design contemporâneo. KANJIAN, uma marca que ela criou em 2012, combina design contemporâneo com artesanato tradicional chinês. As criações KANJIAN distinguem-se pelas suas referências à história, filosofia e estética chinesas.

## Pioneirismos
- Em 1997, sua música Voices From the Sky foi lançada em 56 países e o canal MTV fez a transmissão ao vivo para a estreia da música em 81 países, tornando Zhu um dos apenas cinco músicos no mundo a conquistar essa honra. Entre os cinco, ela é a única asiática;[5]
- Em 2008, ela se tornou a primeira pessoa nascida na China a ganhar o prêmio World Fusion do Sétimo Independent Music Awards dos Estados Unidos.[5]

## Discografia
Álbuns
- 1992 - Yellow Children (黄孩子)
- 1995 - Sister Drum (阿姐鼓)
- 1997 - Voices From The Sky (央金玛)
- 2006 - Seven Days (七日谈)
- 2010 - Moonrise (月出)

Singles
- 2007 - Main Title Theme (一首|歌) (2007) – canção-título do anime MAZU de Taiwan

Particiação em outros projetos
- Ela também contribuiu para algumas canções dos álbuns Paramita (波罗密多) de He Xuntian (2002) e Tathagata (2008).

## Obras Artísticas
- 2014 - Sense of Hearing (聽覺)
- 2016 - Fuchun Mountain Soundscape (富春山音景)
- 2018 - Sound Script after Book from the Sky (《天書》後的聲音腳本 ) -> Exibida na exosição Xu Bing UCCA
- 2019 - Bell Shelter (貝爾庇護所) -> Exibida na Setouchi Triennial Japan

## Prêmios e Indicações
| Ano  | Prêmio                             | Categoria                                     | Trabalho Indicado | Resultado | Ref.  |
| ---- | ---------------------------------- | --------------------------------------------- | ----------------- | --------- | ----- |
| 1995 | MTV Video Music Awards de 1995     | Escolha da Audiência International (Mandarim) | Sister Drum       | Indicado  | [ 7 ] |
| 2007 | Tom.com awards                     | Most Influential Woman in Chinese Music       |                   | Venceu    | [ 8 ] |
| 2007 | BBC Radio 3 Awards for World Music | Asia/Pacific                                  | Seven Days        | Indicado  | [ 5 ] |
| 2008 | VII Independent Music Awards       | World Fusion                                  | Seven Days        | Venceu    | [ 5 ] |

## Vida Pessoal
- É casada com o influente diplomata canadense Li Yien.[9]